# 최창식 (독립운동가)
최창식(崔昌植, 1892년 ~ 1957년)은 서울 출신 한국의 독립운동가이다. 
대한민국임시정부 법무총장, 대한교육회 편집부장을 역임하였다. 1983년 건국훈장 독립장이 추서되었다.